# صلاح‌الدین ایوبی
صلاح‌الدین یوسف بن أیوب (حدود ۱۱۳۷ – ۴ مارس ۱۱۹۳) که عموماً به صلاح‌الدّین شهرت دارد، بنیان‌گذار دودمان ایوبیان و یکی از سرداران نورالدین زنگی بود که به‌عنوان نخستین سلطانِ مصر و شام حکمرانی کرد.
او یکی از چهره‌های مهم جنگ صلیبی سوم بود که رهبری نظامیان مسلمان در برابر دولت‌های صلیبی در شام را بر عهده داشت. قلمرو ایوبیان در اوج قدرت خود، مصر، سوریه، بین‌النهرین علیا، حجاز، یمن و نوبه را در بر می‌گرفت.
او پیش از رسیدن به سلطنت، در دمشق ملقب به صلاح‌الدین و سپس در مصر ملقب به الملک الناصر گردید. صلاح‌الدین را از فرمانروایان بزرگ اسلامی در نیمهٔ دوم سدهٔ ششم هجری می‌دانند که قدرت و فتوحاتش سرزمین‌های مصر، شام، شمال عراق، یمن و حجاز را دربر می‌گرفت. او صلیبیان را در نبرد حِطّین شکست داد و توانست اغلب سرزمین‌هایی را که صلیبیون بر آن مسلط شده بودند، بازپس بگیرد. این مسئله باعث آغاز جنگ صلیبی دیگری به فرماندهی پادشاهان فرانسه، انگلستان و آلمان گردید. او در سومین جنگ صلیبی با ریچارد شیردل، پادشاه انگلستان صلح کرد و نهایتاً شش سال بعد در دمشق درگذشت و در مسجد جامع اموی دفن شد.

## سال‌های اولیه
صلاح‌الدین ایوبی پسر نجم‌الدین ایوب سال ۵۳۲ هجری (۱۱۳۷ میلادی) در تکریت از پدر و مادری کُردتبار به دنیا آمد. گفته می‌شود که خانوادهٔ وی در شب تولد او تکریت را به سوی موصل ترک کردند و پس از یک سال به بعلبک رفتند و پدرش به عنوان حاکم آنجا تعیین گردید. کودکی صلاح‌الدین در این شهر سپری شد، وی آموزش‌های ابتدایی خود را در آنجا به پایان رساند، قرآن را حفظ کرد، حدیث و فقه و لغت و تاریخ را فرا گرفت و فنون سوارکاری و مبارزه را آموخت. در آغاز جوانی به حلب رفت و به عمویش اسدالدین شیرکوه که از مردان نورالدین محمود، سلطان حلب و دمشق بود پیوست.
صلاح‌الدین کار خود را در دربار اتابک عمادالدین زنگی از دست‌نشاندگان سلجوقیان در شامات شروع کرد و بعدها در مصر جانشین وی گردید. نورالدین زنگی پس از مدتی صلاح‌الدین را به همراهی عمویش شیرکوه عازم مصر کرد تا متحدش شاهوار، فرمانروای مصر را که به وسیله یکی از رقبای خویش از مصر طرد شده بود، در مقام خود حفاظت نماید. مصر در این زمان تحت فرمانروایی العاضدلدین الله، یکی از خلفای فاطمی بود. شیرکوه و صلاح‌الدین مجبور بودند که با او حسن سلوک داشته باشند. از طرفی صلیبیون فهمیده بودند که اتحاد مصر و شامات برای آن‌ها خطرناک خواهد بود به همین خاطر به شام حمله بردند ولی صلاح‌الدین آن‌ها را سخت شکست داد و عقب راند.

## حکومت

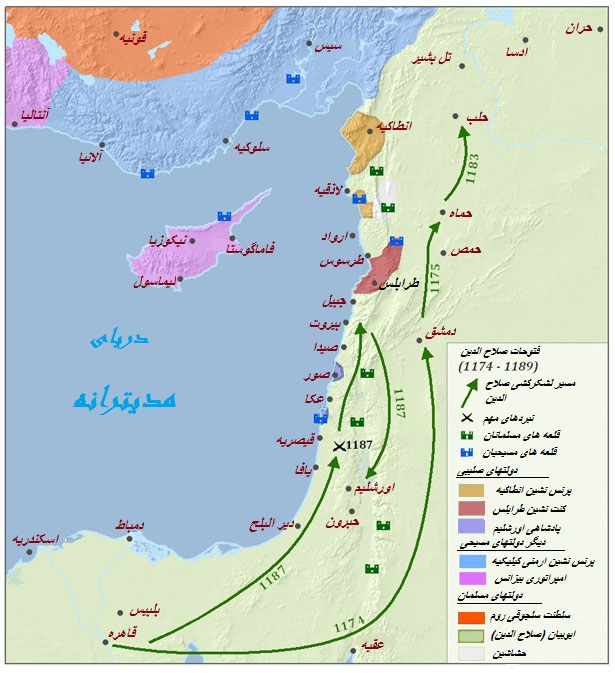
مسیر لشکرکشی و فتوحات صلاح الدین

بعد از مرگ نورالدین زنگی، صلاح‌الدین آغاز به بسط قدرت خود نمود. پس از تسلط کامل بر سرزمین مصر، متوجه سوریه شد و توانست شهر حلب را که تحت حاکمیت پسر نورالدین بود به تسخیر درآورد. او حکومت خود را تا ایران گسترش داد و حجاز، یمن، نوبه و الجزیره را نیز به تصرف درآورد. پس از متحد کردن جهان اسلام، بهار سال ۱۱۸۷ میلادی عازم فتح بیت‌المقدس شد. روز ۴ ژوئیه سال ۱۱۸۷ میلادی در نبرد حطین در نزدیکی دریاچه طبریه، سپاهیان صلیبی پادشاهی اورشلیم را با از پای درآوردن هزار شوالیه، در هم کوبید و گی لوزینیان، فرمانروای آن‌ها و رونو دو شاتیون را به اسارت گرفت. پیش از آن که رو به بیت‌المقدس آورد، تصمیم به تسخیر بندرها مدیترانه گرفت تا مسیر کمک‌رسانی به صلیبی‌ها را سد کند. حاکم عکا که از معرکه حطین، جان به‌در برده بود، تاب مقاومت در برابر صلاح‌الدین را نداشت و شهر را به سرعت تسلیم او ساخت. در مقابل تهدید صلیبی‌ها مبنی بر تخریب شهر، صلاح‌الدین به آن‌ها اجازه داد به همراه دارایی‌های خود عکا را ترک کنند. غنائم فراوانی در این فتح نصیب سلطان شد که آن‌ها را بین سربازان خود تقسیم نمود. با گماردن افضل‌علی، پسر خود بر ولایت عکا، صلاح‌الدین با ادامه لشکرکشی صیدا را ۲۹ ژوئیه، بیروت را ۶ اوت و عسقلان را ۴ سپتامبر به تصرف خود درآورد.  سپس بیت‌المقدس را فتح کرد. پنج سال بعد را مشغول دفاع از سرزمین‌هایی بود که از صلیبی‌ها گرفته بود؛ زیرا سپاهیان اروپایی یکی پس از دیگری از راه می‌رسیدند و خواهان بازپس‌گیری بیت‌المقدّس بودند. صلاح‌الدین در نبردی با ریچارد یکم و صلیبی‌ها آن‌ها را مجبور به ترک قسمت‌های زیادی از خاک فلسطین نمود.
به نظر می‌آید که در آن سال‌ها صلیبیون به فرماندهی ریچارد شیردل از لحاظ نظامی بر لشکر اسلام برتری داشتند و چند باری در نبردهای رویارو صلاح الدین را شکست دادند. اما این درگیری‌ها به لحاظ سیاسی اهمیت چندانی نداشت و صلاح الدین به واسطه نبوغ سیاسی‌اش و با ایجاد تفرقه در صفوف صلیبیون موفق به حفظ شهر بیت‌المقدس شد. نمونهٔ این مسئله جریان فتح شهر یافا به دست مسلمین در اواخر عمر صلاح‌الدین است.
سرانجام و پس از سال‌ها جنگ، طرفین تصمیم به صلح گرفتند. قرارداد صلح معروف «رمله» سال ۱۱۹۲ به تأیید صلاح‌الدین و ریچارد رسید و بر اساس آن بیت‌المقدس همچنان تحت‌الحمایه مسلمانان باقی ماند؛ اما زائران مسیحی اجازه یافتند که بدون هیچ مانعی به زیارت اماکن مقدس خود بروند. همین‌طور صلاح‌الدین حاکمیت صلیبی‌ها را بر بخشی از مناطق ساحلی لبنان و فلسطین پذیرفت.

## پس از تسخیر اورشلیم
هنگامی که اورشلیم پس از دوازده روز تسلیم شد، صلاح الدین برای هر مرد ده سکه طلا (شاید معادل ۴۷٬۵ دلار به پول امروزی)، برای هر زن پنج سکه، و برای هر طفلی یک سکه طلا فدیه مطالبه کرد و آزادی هفت هزار نفری را که فقیرتر بودند مشروط به تسلیم سی هزار بزانت طلا، یعنی حدود ۲۷۰٬۰۰۰ دلار امروزی، دانست که هنری دوم پادشاه انگلیس برای شهسواران مهمان نواز فرستاده بود. وی تمام سالمندانی را که استطاعت پرداخت نداشتند آزاد کرد. بظاهر از شصت هزار اسیر مسیحی پانزده هزار نفر بدون فدیه ماندند و به غلامی درآمدند. در میان جماعتی که با دادن فدیه آزاد شدند زنان و دختران اشرافی بودند که به قتل رسیده یا در حطین اسیر شده بودند. صلاح الدین که در برابر گریه این قبیل زنان به رقت درآمده بود، شوهران و پدرانی (از جمله گی شاه اورشلیم) را که در چنگ مسلمانان اسیر بودند آزاد کرد. ارنول، مباشر بالیان نقل می‌کند که «صلاح الدین به زنان و دوشیزگانی که شوهران و پدرانشان جان سپرده بودند از خزینه خویش آن قدر مال بخشید که حمد خدا را گفتند و در سایر اقالیم، به هرجا رفتند محبت و احترامی که صلاح الدین در حق آنها کرده بود ورد زبانشان بود.» گی و اشرافی که از بند رهایی یافته بودند سوگند خوردند که مادام‌العمر دیگر قدمی در راه مخالفت با وی برندارند؛ اما چون به خطه امن مسیحی طرابلس و انطاکیه رسیدند، «به حکم کشیشان، از بار گران وعده خویش رهایی یافتند»، و در تدارک انتقام از صلاح الدین برآمدند. سلطان صلاح الدین به یهودیان اجازه داد تا دوباره در بیت‌المقدس اقامت گزینند و به مسیحیان نیز اجازه داد که، به شرط حمل نکردن اسلحه، حق ورود به شهر را داشته باشند. وی به زائران مسیحی کمک کرد و حافظ جان و مال آنها شد. بنای قبه الصخره که به دست مسیحیان مبدل به کلیسا شده بود، بار دیگر با گلاب مطهر شد و صلیب طلایی که بر بالای گنبد نصب شده بود، در میان غریو شادمانی مسلمانها و غرولند مسیحیان، به زیر افکنده شد. آنگاه صلاح الدین با سپاهیان کوفته خویش به عزم محاصره صور حرکت کرد، و چون تسخیر آن شهر را غیرممکن دید، بیشتر سپاه را مرخص کرد و خود، بیمار و فرسوده، در پنجاهمین سال عمر خویش به دمشق بازگشت.

## شخصیت
ویل دورانت در جلد چهارم تاریخ تمدن در خصوص ویژگی‌های اخلاقی و شخصیت صلاح الدین ایوبی چنین می‌نویسد:
صلاح الدین ایوبی به سال ۵۳۲ ه- ق (۱۱۳۷م) در تکریت، در ناحیه علیای دجله، در یک خانواده کُرد زاده شد. ایوب، پدر صلاح الدین، نخست در عصر عماد الدین زنگی ولایت بعلبک را داشت و سپس در عصر نورالدین محمود، والی دمشق شد. صلاح الدین در دستگاه حکومت این دو شهر به بار آمد. فنون سیاست و جنگ آموخت؛ در عین حال مردی بود پارسا، دیندار، متعصب، آشنا به علوم شریعت، و به سادگی معیشت همسنگ زِهّاد. مسلمانان او را از صلحای رجال خویش می‌شماردند. به اتفاق آرا، صلاح الدین ایوبی از همه کسانی که در جنگ صلیبی شرکت داشتند شریفتر بود. بهترین جامه‌هایش از پشم خشن بود؛ جز آب نمی‌نوشید؛ به اعتدال در مناسبات جنسی ضرب‌المثل بود و در این زمینه هیچ‌یک از معاصرانش همسنگ وی نبودند.
در دوران زمامداریش، مردی صالح و دیندار بود. مسجدها، بیمارستان‌ها، خانقاه‌ها، و مدرسه‌ها برای تعلیم امور دینی بساخت. معماری را تشویق کرد، اما علوم غیر دینی را ترویج نمی‌کرد و در کار تحقیر شعر با افلاطون هم‌سخن بود. از هر خطا و ستم که مطلع می‌شد سریعاً به اصلاح و رفع آن می‌پرداخت؛ در عین حال که مؤسسات عمومی فراوان بنیاد کرد، مالیاتها را تخفیف داد، و کارهای حکومت را با تدبیر و کیاست و رعایت مصلحت عامه راه برد. جهان اسلام به عدل و صلاح حکومتش می‌بالید و جهان مسیحی نیز او را یک بی‌دین شایسته احترام می‌شناخت. صلاح الدین، دینداری را به آنجا می‌رساند که از تعقیب و آزار مخالفان دین پروایی نداشت، و در این قبیل مسائل چنان دستخوش احساسات می‌شد که خصومتش با شهسواران پرستشگاه و مهمان نواز بیش از حد بود. با اینهمه، معمولاً با ضعفا به ملایمت رفتار می‌کرد، با شکست خوردگان مهربان، و در وفای به عهد چنان از دشمنان خویش برتر بود که وقایع‌نگاران مسیحی درشگفت بودند چطور الاهیاتی چنین قادر است آدمی چنان به وجود آورد. وی با خدمتگزاران خویش در نهایت ملاطفت رفتار، و شخصاً به کلیه شکایتها رسیدگی می‌کرد. «پول در نظر وی همان اندازه قدر داشت که خاک»، و آنچه در خزانه شخصی خویش به جا نهاد فقط یک دینار بود. چندی قبل از آنکه جان سپرد، خطاب به فرزندش، بظاهر اندرزهایی داد که هیچ حکیم مسیحی قادر نبود سخنی پر مغزتر از آن بگوید:

پسرم، تو را به خدای تبارک و تعالی می‌سپارم. طبق مشیت وی رفتار کن، زیرا آرامش خاطر در آن نهفته است. از خونریزی بپرهیز زیرا خونی که بر زمین ریزد هرگز نمی‌بخشد. کوشش کن تا دل آحاد رعیت خود را به دست آوری و مراقب رفاه آنان باشی؛ زیرا تو از جانب خداوند و من به این سمت برگزیده شده‌ای تا خوشبختی آنها را تأمین کنی. جهد کن تا دل وزیران، بزرگان و امیران خویش را به دست آوری. اگر من به مقام شامخی نایل آمده‌ام، علت آن است که با محبت و ملاطفت دل مردم را تسخیر کرده‌ام.

## مرگ

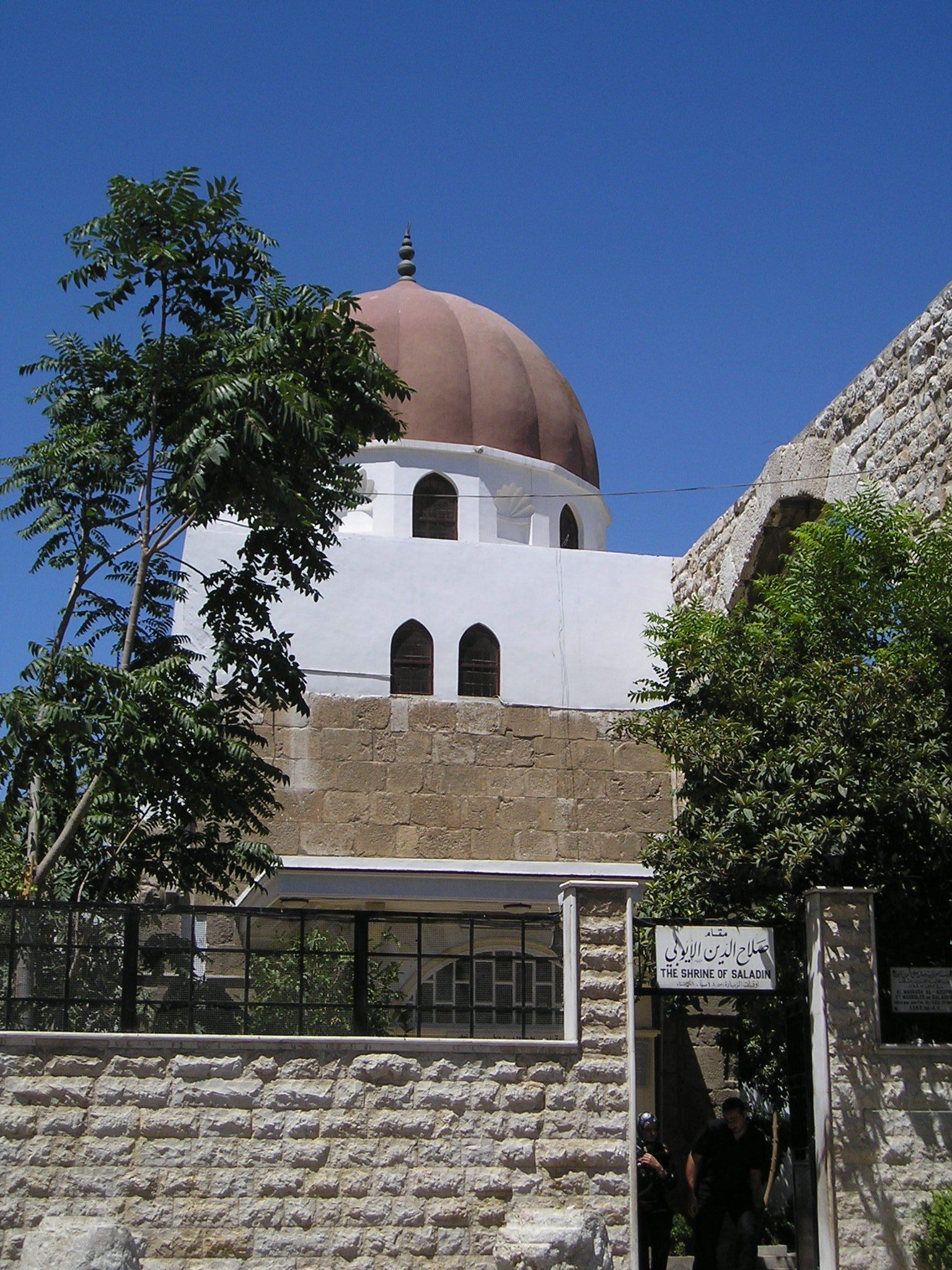
قبر صلاح‌الدین در دمشق

صلاح الدین که تمامی عمر خود را صرف جهاد علیه صلیبیون کرده‌بود، در ۴ مارس ۱۱۹۳ (۲۷ صفر ۵۸۹ هجری قمری) بر اثر بیماری تب زرد در دمشق درگذشت. او ثروت هنگفتش را به رعایای فقیر خویش بخشیده و چیزی برای خرج تشییع جنازه خود باقی نگذاشت. وی را در مقبره‌ای در باغ بیرون مسجد اموی در دمشق سوریه به خاک سپردند. مقبره، در اصل بخشی از مجموعه‌ای بود که مدرسه‌ای به نام مدرسه العزیزیه را نیز در بر می‌گرفت که جز چند ستون و یک طاق داخلی اندکی از آن باقی نمانده است. هفت قرن بعد، امپراتور ویلهلم دوم آلمان یک تابوت سنگ مرمر جدید به مقبره اهدا کرد. با این حال، تابوت اصلی جایگزین نشد. در عوض، مقبره‌ای که برای بازدیدکنندگان باز است، اکنون دارای دو تابوت سفید است: یکی از سنگ‌های مرمری که در کنار آن قرار گرفته و دیگری چوبی اصلی که مقبره صلاح‌الدین را می‌پوشاند.
بعد از مرگ او دولت ایوبیان میان فرزندانش تقسیم گردید. فضل به حکومت دمشق رسید و عزیز در قاهره و ظاهر در حلب حکومت کردند. بعدها حکومت آن‌ها به روسای محلی منتقل شد. تنها حلب تا سال ۱۳۹۰ میلادی در اختیار خاندان ایوبی قرار داشت.